# 前鱗鮻
前鱗鮻（學名：Planiliza affinis）為輻鰭魚綱鯔形目鯔科的其中一種，分布於西北太平洋的日本南部及台灣海域，體長可達30公分，棲息在沿岸海域及河口。

## 擴展閱讀
維基物種上的相關：前鱗鮻